# Francisco de Sales Gonçalves Zarco da Câmara
Francisco de Sales Maria José António de Paula Vicente Gonçalves Soares da Câmara (Rio de Janeiro, Brasil, 29 de julho de 1819 — Elvas, 1 de outubro de 1872) foi o oitavo conde da Ribeira Grande, 1º marquês da Ribeira Grande, título para que foi mudado o de Ponta Delgada. Par do reino, alferes-mor do reino, alcaide-mor do castelo de S. Brás na cidade de Ponta Delgada; comendador da Ordem de S. Bento de Avis, etc. Sucedeu a seu pai no título de Conde da Ribeira Grande.
Faleceu  em 1 de Outubro de 1872, em Elvas, aos 53 anos de idade, e o ataúde veio para o Palácio dos Condes da Ribeira Grande em Alcântara (Lisboa), o mesmo que tinha sido remodelado por ele anos antes. Foi sepultado em jazigo no Cemitério do Alto de São João.

## Dados genealógicos
Era filho do 7º Conde da Ribeira Grande, D. José Maria Gonçalves Zarco da Câmara e de sua segunda mulher, D. Mariana de Almeida Portugal (1785-1849).
Casou em primeiras núpcias a 5 de outubro de 1840 com D. Ana da Piedade Brígida Senhorinha Francisca Máxima Gonzaga de Bragança Mello e Ligne Sousa Tavares Mascarenhas da Silva Câmara (Sintra, 8 de outubro de 1822 - Quinta dos Lagares, São Jorge de Arroios, 18 de julho de 1856), filha da 3ª duquesa de Lafões, de quem teve:
- D. José Maria Gonçalves Zarco da Câmara (11 de março de 1843 - 15 de fevereiro de 1907) casou em 30 de abril de 1862 com D. Luísa Maria de Sousa Holstein (1845-1864) e em maio de 1872 com D. Maria Helena de Castro e Lemos Magalhães e Menezes (1852-1922), filha de Sebastião de Castro e Lemos de Magalhães e Meneses, teve filhos de ambos os casamentos;
- D. Segismundo Gonçalves Zarco da Câmara (2 de março de 1844 - 20 de junho de 1902) casou em 18 de janeiro de 1879 com D. Maria Carlota da Cunha e Menezes (1855-1940), de quem teve filhos;
- D. Ana Maria Gonçalves Zarco da Câmara (Alcântara (Lisboa), 10 de dezembro de 1845 - Santos-o-Velho, Lisboa, 19 de janeiro de 1885) casou em 11 de abril de 1864 com D. Tomás de Sousa Holstein, 1º marquês de Sesimbra, de quem teve filhos;
- D. Luís Maria Gonçalves Zarco da Câmara (20 de dezembro de 1848 - 14 de setembro de 1893) casou em 8 de janeiro de 1870 com D. Mariana Carlota da Cunha e Menezes (1845-1914), de quem teve filhos;
- D. João Maria Gonçalves Zarco da Câmara;
- D. António de Jesus Maria Gonçalves Zarco da Câmara (15 de janeiro de 1854 - 18 de dezembro de 1914), não casou nem teve filhos.

Casou em segundas núpcias a 25 de junho de 1857 com sua cunhada D. Maria da Assunção de Bragança Mello e Ligne Sousa Tavares Mascarenhas da Silva Câmara (Beato (Lisboa), 24 de setembro de 1831 - Alcântara (Lisboa), 27 de maio de 1858), de quem teve:
- D. Mariana Caetana Rita de Jesus Maria Gonçalves Zarco da Câmara (Alcântara (Lisboa), 22 de maio de 1858 - 22 de novembro de 1935) casou em 16 de agosto de 1877 com D. Manuel Maria de Castro e Lemos de Magalhães e Menezes (1849-1899), de quem teve filhos. Faleceu em Oliveira de Azeméis, terra natal do marido.

Casou em 11 de maio de 1867 com D. Luísa da Madre de Deus da Cunha Menezes Câmara (9 de julho de 1843 - ?), filha de D. Carlos da Cunha Menezes, da casa dos Condes de Lumiares, e de sua mulher, D. Maria Joaquina Quintela Farrobo, de quem teve:
- D. Francisco de Sales Gonçalves Zarco da Câmara (Alcântara (Lisboa), 31 de janeiro de 1870 - Santiago (Lisboa), 20 de junho de 1892) casou em 19 de Junho de 1871, na Igreja de S. Mamede, Lisboa com D. Eugénia Maria de Almeida e Vasconcelos (1870-?), de quem não teve filhos.

## Títulos
Nomeado par do reino em 20 de novembro de 1843. Sucedeu, no título de Marquês, sua tia, D. Leonor da Câmara, marquesa de Ponta Delgada, título que lhe fora concedido em duas vidas, e que foi renovado, como verificação da 2ª vida, sendo então mudado para o da Ribeira Grande, por decreto de 5 de setembro de 1855 pelo rei D. Pedro V de Portugal. O título foi outorgado em vida do 1º titular, tendo apenas sido renovado no 12º conde da Ribeira Grande.
Após a instauração da República e o fim do sistema nobiliárquico, foram pretendentes ao título José Vicente Gonçalves Zarco da Câmara (1931).
Brasão concedido a seu ascendente, João Gonçalves Zarco, descobridor da ilha da Madeira, por D. Afonso V, em 1460, e ampliando-lhe essa mercê com a concessão de usar o apelido de Câmara de Lobos. É o seguinte: Em campo verde, uma torre de prata sentada sobre um monte da sua cor com um coruchéu ou cúpula de ouro, e uma cruz no remate, do mesmo metal, entre dois lobos de sua cor arrimados à torre.